# Anodische Tauchlackierung
Das anodische Tauchlackieren (ATL) ist ein elektrochemisches Lackierverfahren. Dabei wird das Lackiergut in einen elektrisch leitfähigen, wässrigen Elektrotauchlack getaucht und ein Gleichspannungsfeld zwischen Lackiergut und einer Gegenelektrode angelegt. Das Lackiergut ist bei der ATL als Anode, die Gegenelektrode(n) als Kathode geschaltet.
Das Grundprinzip des Elektrotauchlackierens besteht darin, wasserlösliche Bindemittel an der Oberfläche des als Elektrode geschalteten Lackiergutes auszufällen (Elektrokoagulation) und so einen geschlossenen, haftenden Lackfilm zu erzeugen.

## Geschichte
1963 wurde die erste anodische Teileanlage bei Ford in Betrieb genommen. Die erste Karosserielinie wurde 1967 von General Motors eingesetzt. Nach Europa kam diese Technologie im Jahr 1969.

## Nachteil und Alternative
Aufgrund der Stromrichtung kommt es bei der ATL zu einer elektrochemischen anodischen Auflösung des Lackiergutes. Dies hat hohe Korrosionsanfälligkeit des Lackiergutes zur Folge. Deshalb spielt die anodische Tauchlackierung heute nur noch eine untergeordnete Rolle. Statt ihrer wird bis auf wenige Ausnahmen die kathodische Elektrotauchlackierung (KTL) angewendet.

## Vorteile
In den letzten Jahren erlebt die ATL eine Wiederbelebung, da die alten Nachteile verringert wurden und es mittlerweile gute Lacksysteme gibt. Die ATL hat den Vorteil, UV-beständiger zu sein als die KTL.
Die mit Epoxidharz arbeitende KTL braucht zum Erhalt ihrer Lösung einen Anteil von 3 bis 4 % Lösemittel. Dafür werden derzeit Isocyanate und Alkohole verwendet, Isocyanate sind jedoch in der EU seit 2020 verboten. Das ATL-System dagegen ist auf einer Acryl-Basis aufgebaut und isocyanatfrei.